# Associazione Calcio Spezia 1938-1939
Questa pagina raccoglie i dati riguardanti l'Associazione Calcio Spezia nelle competizioni ufficiali della stagione 1938-1939.

## Rosa
| N. |                   | Ruolo | Calciatore         |
| -- | ----------------- | ----- | ------------------ |
|    | Italia (bandiera) | C     | Ferrero Alberti    |
|    | Italia (bandiera) | A     | Renato Bertoncini  |
|    | Italia (bandiera) | D     | Eraldo Borrini     |
|    | Italia (bandiera) | P     | Gino Camerario     |
|    | Italia (bandiera) | A     | Giulio Cappelli    |
|    | Italia (bandiera) | P     | Enzo Caselli       |
|    | Italia (bandiera) | C     | Guerrino Cattaneo  |
|    | Italia (bandiera) | D     | Ludovico Cellerino |
|    | Italia (bandiera) | D     | Alessandro Curotto |
|    | Italia (bandiera) | D     | Bruno Dante        |
|    | Italia (bandiera) | A     | Alfredo Diotalevi  |
|    | Italia (bandiera) | A     | Giuseppe Ferrari   |
|    | Italia (bandiera) | C     | Roberto Fusco      |

| N. |                   | Ruolo | Calciatore            |
| -- | ----------------- | ----- | --------------------- |
|    | Italia (bandiera) | A     | Angelo Langella       |
|    | Italia (bandiera) | P     | Giuseppe Malerbi      |
|    | Italia (bandiera) | D     | Luigi Martinelli      |
|    | Italia (bandiera) | C     | Francesco Meregalli   |
|    | Italia (bandiera) | A     | Arrigo Monti          |
|    | Italia (bandiera) | C     | Carlo Morosi          |
|    | Italia (bandiera) | C     | Duilio Rallo          |
|    | Italia (bandiera) | C     | Gino Rossetti         |
|    | Italia (bandiera) | D     | Umberto Santillo (II) |
|    | Italia (bandiera) | A     | Francesco Volpi       |
|    | Italia (bandiera) | D     | Carlo Zappelli        |
|    | Italia (bandiera) | A     | Guido Zuliani         |

## Statistiche

### Statistiche di squadra
| Competizione | Punti | In casa | In casa | In casa | In casa | In casa | In casa | In trasferta | In trasferta | In trasferta | In trasferta | In trasferta | In trasferta | Totale | Totale | Totale | Totale | Totale | Totale | DR |
| Competizione | Punti | G       | V       | N       | P       | Gf      | Gs      | G            | V            | N            | P            | Gf           | Gs           | G      | V      | N      | P      | Gf     | Gs     | DR |
| ------------ | ----- | ------- | ------- | ------- | ------- | ------- | ------- | ------------ | ------------ | ------------ | ------------ | ------------ | ------------ | ------ | ------ | ------ | ------ | ------ | ------ | -- |
| Serie B      | 31    | 17      | 9       | 5       | 3       | 25      | 14      | 17           | 3            | 2            | 12           | 18           | 36           | 34     | 12     | 7      | 15     | 43     | 50     | -7 |

### Statistiche dei giocatori
| Giocatore     | Serie B  | Serie B | Coppa Italia | Coppa Italia | Totale   | Totale |
| Giocatore     | Presenze | Reti    | Presenze     | Reti         | Presenze | Reti   |
| ------------- | -------- | ------- | ------------ | ------------ | -------- | ------ |
| F. Alberti    | 6        | 0       | -            | -            | 6        | 0      |
| R. Bertoncini | 1        | 0       | -            | -            | 1        | 0      |
| E. Borrini    | 12       | 0       | 1            | 0            | 13       | 0      |
| G. Camerario  | 2        | -5      | -            | -            | 2        | -5     |
| G. Cappelli   | 22       | 3       | 1            | 0            | 23       | 3      |
| E. Caselli    | 20       | -27     | -            | -            | 20       | -27    |
| G. Cattaneo   | 18       | 0       | 1            | 0            | 19       | 0      |
| L. Cellerino  | 24       | 1       | 1            | 0            | 25       | 1      |
| A. Curotto    | 9        | 0       | 1            | 0            | 10       | 0      |
| B. Dante      | 4        | 0       | -            | -            | 4        | 0      |
| A. Diotalevi  | 33       | 21      | 2            | 0            | 35       | 21     |
| G. Ferrari    | 28       | 0       | 2            | 0            | 30       | 0      |
| R. Fusco      | 1        | 0       | -            | -            | 1        | 0      |
| A. Langella   | 2        | 0       | -            | -            | 2        | 0      |
| G. Malerbi    | 12       | -18     | 2            | -1           | 14       | -19    |
| L. Martinelli | 3        | 0       | 1            | 0            | 4        | 0      |
| F. Meregalli  | 22       | 1       | 2            | 0            | 24       | 1      |
| A. Monti      | 8        | 0       | -            | -            | 8        | 0      |
| C. Morosi     | 30       | 0       | 1            | 0            | 31       | 0      |
| D. Rallo      | 9        | 1       | -            | -            | 9        | 1      |
| G. Rossetti   | 26       | 9       | 2            | 0            | 28       | 9      |
| U. Santillo   | 27       | 1       | 1            | 0            | 28       | 1      |
| F. Volpi      | 11       | 2       | 1            | 0            | 12       | 2      |
| C. Zappelli   | 13       | 0       | 1            | 0            | 14       | 0      |
| G. Zuliani    | 31       | 4       | 2            | 1            | 33       | 5      |